# 라이스버거

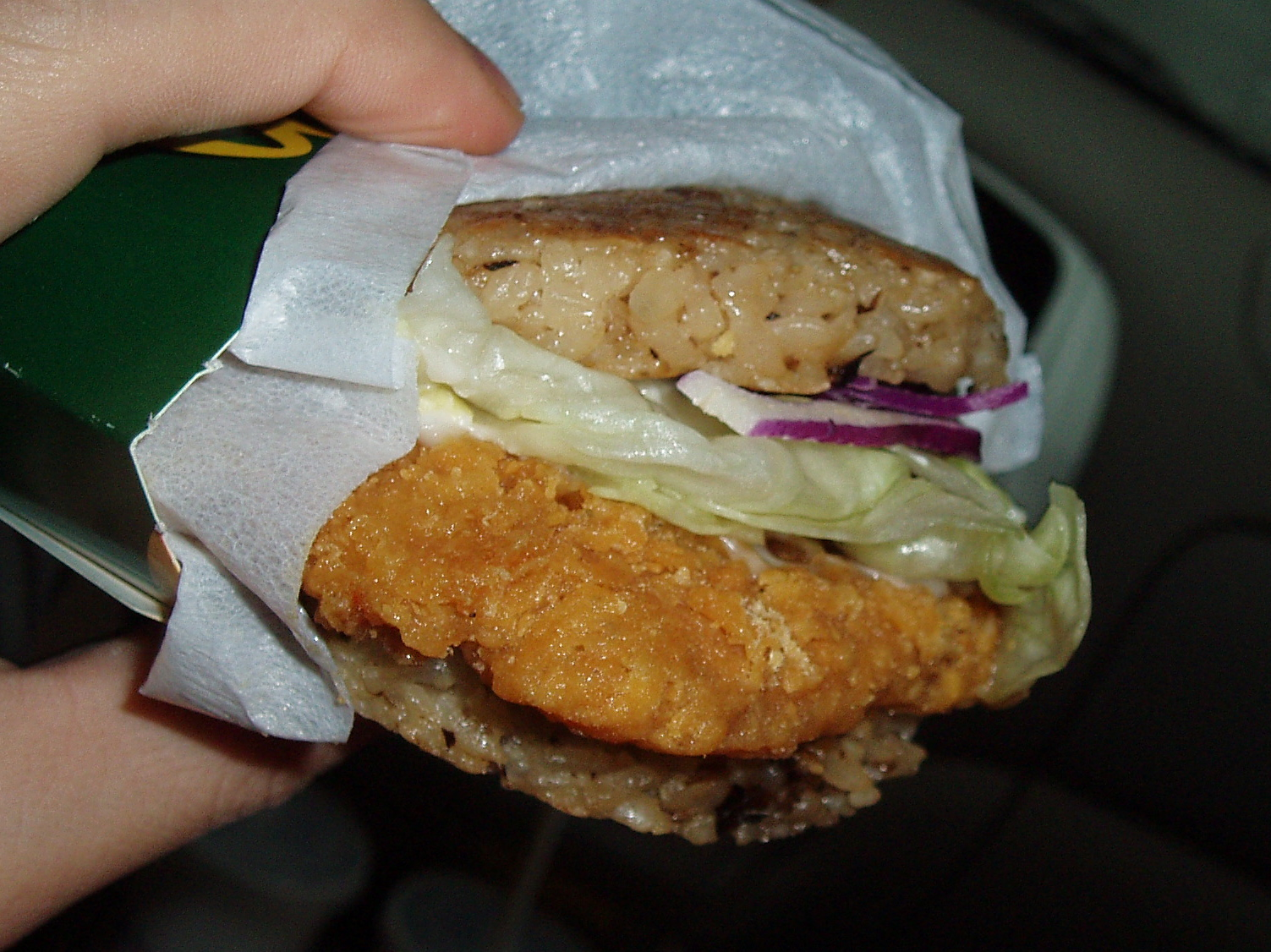
라이스버거

라이스버거(영어: Rice burger)는 빵 대신 쌀밥을 뭉친 것을 통상의 햄버거의 번 대신 사용한 햄버거이다. 일본에서 1987년 모스 버거를 통해 처음 선보였다. 라이스버거는 직접 가정에서 만들 수도 있고, 롯데리아나 모스버거 등 패스트푸드점에서 상업용으로 시판하고 있기도 하다. 쌀을 주식으로 하는 나라(일본, 중화인민공화국, 대한민국, 베트남 등)에서 주로 판매되고 있다. 라이스 버거의 장점은 패스트 푸드이면서 주식 쌀밥을 주재료로 했기 때문에 건강도 고려했다는 이미지를 준다는 점이다.

## 같이 보기
- 밥버거